# Martingal (sannolikhetsteori)
Inom sannolikhetsteori är en martingal en stokastisk process som har den speciella egenskapen att det betingade väntevärdet av en observation av processen vid tiden t givet observationer fram till tiden s, med s < t, är lika med det observerade värdet vid tidpunkten s.

## Spelsystem
Ursprungligen refererade begreppet martingal till ett spelsystem, det så kallade martingalsystemet, som utvecklades i Frankrike på  1700-talet. Det går ut på att  man efter varje förlorat vad dubblar insatsen tills man vinner och på så sätt alltid går med vinst. För att detta ska fungera krävs att man har tillräckligt mycket pengar för att kunna dubbla insatsen tills man vinner. Inom sannolikhetsteorin infördes begreppet av Paul Pierre Lévy.

## Definition
En stokastisk process i diskret tid är en martingal om följande gäller för alla n: 
{\displaystyle \mathbf {E} (\vert X_{n}\vert )<\infty }
{\displaystyle \mathbf {E} (X_{n+1}\mid X_{1},\ldots ,X_{n})=X_{n}.}
I kontinuerlig tid definieras en martingal ofta med hjälp av en filtration av sigma-algebror. Givet ett mätbart rum {\displaystyle (\Omega ,{\mathcal {F}})} så är en filtration en indexerad familj av sigma-algebror {\displaystyle \{{\mathcal {F}}_{t}\}_{t\geq 0}} med {\displaystyle {\mathcal {F}}_{t}\subseteq {\mathcal {F}}} för alla {\displaystyle t\geq 0} som uppfyller 
{\displaystyle t_{1}\leq t_{2}\implies {\mathcal {F}}_{t_{1}}\subseteq {\mathcal {F}}_{t_{2}}.}
I många sammanhang kan en filtration ges en tolkning i termer av information, där {\displaystyle {\mathcal {F}}_{t}} kan representera informationen tillgänglig vid tidpunkten t. 
Man säger också att en stokastisk process är anpassad till en filtration om {\displaystyle X_{t}} är en mätbar funktion med avseende på {\displaystyle {\mathcal {F}}_{t}} för alla t.  Vi kan nu definiera en martingal med avseende på en viss filtration {\displaystyle {\mathcal {F}}^{*}} som en stokastisk process X på {\displaystyle (\Omega ,{\mathcal {F}},P)} som uppfyller:
1. X är anpassad till  {\displaystyle {\mathcal {F}}^{*}}
2. {\displaystyle \mathbf {E} (|X_{t}|)<+\infty ;}
3. För varje s,t med {\displaystyle 0\leq s\leq t} gäller {\displaystyle X_{s}=\mathbf {E} (X_{t}|{\mathcal {F}}_{s})}, där den sista likheten gäller P-nästan säkert.

## Exempel
Ett enkelt exempel på en martingal i diskret tid är den stokastiska process som bildas av delsummorna av en följd av oberoende, integrerbara, stokastiska variabler med väntevärde 0. Med andra ord, om {\displaystyle \{Z_{i}\}_{i\in \mathbb {N} }} är en sådan följd, så är {\displaystyle X_{n}=\sum _{i=1}^{n}Z_{i}} en martingal. Ett typiskt exempel på en martingal i kontinuerlig tid är Wienerprocessen. 